# 特定地方交通線
特定地方交通線（とくていちほうこうつうせん）は、「日本国有鉄道経営再建促進特別措置法」（国鉄再建法）に規定する地方交通線のうち、バス転換が適当とされた旅客輸送密度4,000人未満で、なおかつ貨物輸送密度が4,000トン未満の日本国有鉄道（国鉄）の鉄道路線のことである。
「赤字ローカル線」と呼ばれたこともあるが、この中から、輸送密度等の条件を勘案して第1次・第2次・第3次廃止対象路線が選定され、廃止申請が取り下げられた2線を除く全ての対象路線が、最終的に廃止代替バスや第三セクター鉄道などに転換された。
なお、赤字線の廃線は国鉄分割民営化によって行われたと認識されることも多いが、国鉄にとって赤字線の問題はかねてからの懸案であり、国鉄分割民営化は1981年（昭和56年）に発足した第二次臨時行政調査会の翌1982年7月末の答申によって行われたもので、同時期に行われた国鉄再建策であるため混同されるがまったく別の政策である。

## 廃止路線の選定

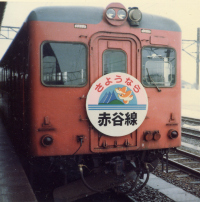
第1次特定地方交通線に指定され、廃線となった赤谷線のさよなら列車

1980年10月、国鉄再建法が成立した。翌1981年3月に国鉄再建法施行令が出され、国有鉄道線路名称に準じて国鉄再建法施行令別表に掲げられた路線を対象に、同月出された運輸省告示で、国鉄再建法施行令で定められた基準により1977年度 - 1979年度の平均の輸送人員等によって国鉄路線を「幹線」「地方交通線」に分類、さらに地方交通線のうち旅客輸送密度が4,000人/日未満である路線はバスによる輸送を行うことが適当であるとして「特定地方交通線」に指定し、廃止対象としたものである（但し廃止対象を輸送密度4,000人/日未満とした算定理由については開示されなかった）。
参考:運輸省告示の原案とされる日本国有鉄道が提出した鉄道路線の区分一覧
特定地方交通線は地域への影響を考慮し、路線の営業キロと輸送量などによって、第1次、第2次、第3次廃止対象路線に分類された（詳しい選定基準は後述）。
ただし、旅客輸送密度が4,000人/日未満であっても、次の条件に該当する51線区は除外された。
1. ピーク時の乗客が一方向1時間あたり1,000人（バス12台相当で、5分おきのピストン輸送に相当）を超す（第1次廃止対象路線には該当線区なし。第2次廃止対象路線から除外されたのは飯山線[2]。第3次廃止対象路線から除外されたのは宗谷本線、石北本線、富良野線、札沼線、江差線、津軽線、八戸線、五能線、米坂線、磐越東線、烏山線、水郡線、小海線、参宮線、姫新線、因美線、境線、福塩線、芸備線、可部線、山口線、小野田線、香椎線、唐津線、後藤寺線、日田彦山線、三角線[2]）。
2. 代替輸送道路が未整備（第1次廃止対象路線には該当線区なし。第2次廃止対象路線から除外されたのは深名線[3][4][5]、岩泉線、名松線、木次線、三江線、予土線[2]。第3次廃止対象路線から除外されたのは山田線、日南線、肥薩線[2]。岩泉線と名松線は第2次廃止対象路線に選定され廃止承認が申請されたが、後にこの理由で除外され廃止承認申請を取り下げ[6]）。
3. 代替輸送道路が積雪で年10日以上通行不可能（第1次および第3次廃止対象路線には該当線区なし。第2次廃止対象路線から除外されたのは只見線、越美北線[2]。天北線、名寄本線、池北線、標津線はこの理由で廃止承認が保留されていたが、冬季の代替輸送に問題がなくなった事を理由に廃止承認が行われたため廃止）。
4. 平均乗車キロが30kmを超え、輸送密度が1,000人/日以上（第1次廃止対象路線には該当線区なし。第2次廃止対象路線から除外されたのは釧網本線、留萠本線、日高本線、大湊線、気仙沼線[2]。第3次廃止対象路線から除外されたのは花輪線、釜石線、北上線、大船渡線、陸羽西線、小浜線、吉都線[2]）。

また、旅客輸送密度が4,000人/日未満であっても、貨物輸送密度が4,000トン/日以上の路線は「幹線」に分類され、もとより廃止対象にはならなかった。
1. 貨物輸送密度規定で幹線となった路線：夕張線、美祢線

なお、除外によらない地方交通線（輸送密度4,000人/日以上で、「幹線」の条件を満たさない国鉄維持路線）は、次の41線。
田沢湖線、陸羽東線、石巻線、男鹿線、左沢線、越後線、弥彦線、吾妻線、八高線、日光線、鹿島線、久留里線、東金線、身延線、飯田線、武豊線、太多線、高山本線、大糸線、七尾線、富山港線、城端線、氷見線、桜井線、和歌山線、播但線、加古川線、舞鶴線、赤穂線、津山線、吉備線、岩徳線、鳴門線、徳島本線、牟岐線、内子線、大村線、久大本線、筑豊本線、豊肥本線、指宿枕崎線

### 選定の影にあった負の側面
この選定基準の機械的な運用により、名古屋・四日市方面と南紀（尾鷲・新宮）・伊勢志摩（伊勢市・鳥羽）方面とを短絡する役割を持つ伊勢線が廃止対象になったり、中村線のように予土線と土讃本線を結ぶ窪川 - 川奥信号場間が分断される可能性が生じても廃止対象となったりした。
鉄道評論家（鉄道アナリスト）の川島令三は、第3次廃止対象路線に指定された岡多線（現・愛知環状鉄道線）について「1998年度現在の輸送密度（約5,138人）から見て、第三セクターではなくJR東海の路線となっていてもおかしくない路線である。国鉄は各線の事情を一切考慮せず、一律に（特定地方交通線に）指定して（廃止・第三セクターへの経営分離をして）しまうというミスを犯してしまった」と指摘している。また、伊勢線については「伊勢線の営業成績が悪かったのは、伊勢鉄道に継承された時点で普通の運転本数は7往復/日のまま、優等列車も『南紀』4往復/日のままという国鉄の消極的経営の結果であり、名古屋と南紀・伊勢志摩方面の短絡線として積極経営すれば国鉄の重要路線となったはずである」と、当時の国鉄の経営姿勢と伊勢線の第三セクター転換に疑問を投げかけた上で「機械的に地方交通線に指定するのは疑問だという声は大きかった」と述べている。また松本典久は第1次廃止対象路線に指定された勝田線について「起点・吉塚駅が福岡市内 に立地し、沿線も福岡市のベッドタウンや工場がある。国鉄がちゃんとした（経営）策を講じていれば十分生き残ることができたと思われる路線」と指摘している。

## 転換推進のための諸制度の制定
1968年に国鉄諮問委員会が「使命を終えた」ローカル線を選定し、その廃止を促したいわゆる「赤字83線」の取り組みが頓挫してしまった反省を受け、以下のように飴と鞭による転換の推進が図られた。
- 路線の存続・廃止は区間ではなく線区全体で判定・実施された（赤字83線の取り組み時は一部区間が廃止対象となった路線もあった）。
- 営業キロ1kmあたり3,000万円を上限とする転換交付金（補助金）を地元市町村に交付する（特定地方交通線転換交付金制度）。
- 転換後5年間は赤字（バス転換は全額、鉄道での転換は半額）を事業者に対して補填する（特定地方交通線転換鉄道等運営費補助制度）。
- 特定地方交通線対策協議会を開始した日から2年以内に協議が調わないと認められる場合には、国鉄は対象路線の廃止とバス転換を行うことができる（国鉄再建法第10条第3項，第4項のいわゆる「見切り発車」条項）。

転換交付金は、転換に要する初期投資（新規の鉄道車両・バス車両購入、駅・バス停留所の整備、定期運賃差額補償など）や赤字補填のための経営安定基金の積立などに充てられた。

## 乗車運動
廃止対象路線の地元では、廃止から逃れるための路線乗車運動や、日本鉄道建設公団による新線建設に関連した廃止対象路線では建設続行による路線延長を推進する運動が行われた。しかし、廃止対象となった路線はもともと利用者がきわめて少ないか、その減少から本数が極限まで削減されていたため、乗車運動で輸送密度を増やそうにも限界があった。
こうした乗車運動に国鉄は「政策を妨害するもの」とみなし、毅然として対処した。たとえば、第2次廃止対象となった松前線は、乗車運動で一時は廃止対象の基準を外れるだけの輸送成績を記録したが、毎年追試を行い、昭和59年度（1984年度）に再び廃止対象になったとしてバス転換された。第1次廃止対象となった木原線や信楽線、若桜線では沿線住民の熱心な乗車運動により第1次対象の基準は上回ったものの、後の第3次対象の基準には届かず、最終的には3路線すべてが第三セクター鉄道に転換された。
また、長大四線（天北線、名寄本線、標津線、池北線）沿線自治体側の証言として、旅行代理店に天下りした国鉄OBが、ある廃止対象路線のツアー企画に対して「輸送密度が上がっては廃止もできなくなるから中止せよ」と故意に妨害したことがあったという。

## 転換の形態
特定地方交通線の転換は、1983年10月の白糠線に始まり、1990年4月の宮津線と鍛冶屋線、大社線の転換を最後に終結し、最終的に83線 (3,157.2 km) が転換された。鉄道として存続したのが38線 (1,310.7 km)、バス転換（次節を参照）が45線 (1,846.5 km) であった。

### バス転換
バス転換は転換対象路線のおよそ6割にあたる45線1,846.5kmである。最初に廃止された白糠線では、沿線の白糠町が道路運送法80条の適用を受け自家用バス（80条バス）で運行を開始したが、これ以降のバス転換路線は大半が廃止路線沿線でバスを運行するバス事業者が運行を引き受けている。中には廃止対象路線に並行してバス路線がもともと存在し、転換時にはバス路線を新設せず、その既存路線の増発や新車導入などを実施した程度の路線もある。
その後、代替バス路線として新設された路線が不採算を理由に廃止された例や、既存バス路線網に統合・再編された例もある（詳細は後述）。
なお、国が必要と認めれば国鉄自身が特定地方交通線廃止路線の代替バスを運行できる規定があった（国鉄再建法第11条）。しかし、実際には「赤字83線」と異なり、国鉄・JRが代替としてバス路線を新設した例は一線もなかった。宮田線と大隅線の一部区間に限り、JR九州バスが既存のJRバス路線（大隅線の当初は国鉄バス）に統合する形で代替輸送を引き受けている（のちにいずれも撤退）。

### 鉄道路線としての転換
「赤字83線」では廃止されたすべての路線がバス転換で、鉄道を残した例は一例もなかったが、特定地方交通線では転換対象路線のおよそ4割にあたる38線1,310.7kmについては国鉄が鉄道施設を無償で譲渡または貸付し、別会社が運営する鉄道路線に転換された。
バス転換についてはほとんどが既存事業者による引き受けとなったのに対して、鉄道路線については沿線の都道府県や市町村、企業などが出資して設立した第三セクター方式の企業が引き受ける、いわゆる「第三セクター鉄道」がほとんどであった。既存の民間事業者が鉄道として引き受けた例は、弘南鉄道が引き受けた黒石線と、下北交通が引き受けた大畑線のみであった（下北交通はバス事業者）。
その後、引き継いだ鉄道を廃止してバスに転換した例もある（詳細は後述）。

## 路線一覧

### 第1次廃止対象路線
1982年度末までに廃止することとして、1981年9月18日に廃止承認された路線で、次の基準によって選定された。
1. 営業キロが30km以下の盲腸線（行き止まり線）かつ旅客輸送密度が2,000人/日未満（石炭輸送量が72万t以上の路線は除く。これにより、幌内線と歌志内線が第1次廃止対象路線より除外されたが、後に第2次廃止対象路線になる。）。なお、この基準に当てはまる内子線は特定地方交通線自体に選定されなかったが、これは予讃本線の短絡線建設により、実質的に同線の一部となることが予定されていたためである。
2. 営業キロが50km以下かつ旅客輸送密度が500人/日未満（白糠線・渚滑線・相生線・興浜北線・添田線が該当。）。

第1次廃止対象の基準に該当するものの、将来沿線に団地などの造成により今後の乗客増加が見込まれるとして、漆生線は第2次廃止対象路線に、鍛冶屋線と宮田線は第3次廃止対象路線まで保留された。また、信楽線は沿線に宗教団体（神慈秀明会）の総本山が建設されることによる利用客の増加が見込まれたため、実質的には第2次廃止対象路線扱いであった。
これにより指定された第1次廃止対象特定地方交通線は、次の40線区 (729.1 km) である。このうち、添田線以外の39線は終点が他の国鉄線と接続していないいわゆる「盲腸線」であった（もともと盲腸線は通過需要が乏しいため営業上不利であり、より厳しい基準が適用されたことになる）。
転換は、1983年の白糠線を皮切りに1988年の木原線で、すべての線区が決着した。うち第三セクター鉄道に転換されたのが16線、私鉄に転換されたのが2線、バス転換が22線であったが、私鉄に転換された2線と第三セクター鉄道に転換された2線がすでに廃止されている。
| 管轄     | 路線名   | 所在地        | 区間                | 営業キロ | 輸送密度   | 廃止年月日     | 備考 |
| -------- | -------- | ------------- | ------------------- | -------- | ---------- | -------------- | --- |
| 国鉄     | 白糠線   | 北海道        | 白糠 - 北進         | 33.1 km  | 123人/日   | 1983年10月23日 | 白糠町営バスに転換 2018年4月、茶路団地以北は予約制に変更 |
| 国鉄     | 久慈線   | 岩手県        | 久慈 - 普代         | 26.0 km  | 762人/日   | 1984年4月1日   | 三陸鉄道北リアス線（2019年3月23日より案内上はリアス線）に転換 |
| 国鉄     | 宮古線   | 岩手県        | 宮古 - 田老         | 12.8 km  | 605人/日   | 1984年4月1日   | 三陸鉄道北リアス線（2019年3月23日より案内上はリアス線）に転換 |
| 国鉄     | 盛線     | 岩手県        | 盛 - 吉浜           | 21.5 km  | 971人/日   | 1984年4月1日   | 三陸鉄道南リアス線（2019年3月23日より案内上はリアス線）に転換 |
| 国鉄     | 日中線   | 福島県        | 喜多方 - 熱塩       | 11.6 km  | 260人/日   | 1984年4月1日   | 会津乗合自動車に転換 2012年9月末、会津乗合自動車が撤退し、喜多方市デマンド交通（みんべえ号）に転換                                                                                   |
| 国鉄     | 赤谷線   | 新潟県        | 新発田 - 東赤谷     | 18.9 km  | 850人/日   | 1984年4月1日   | 新潟交通（バス）に転換 2002年4月1日から新潟交通北（バス） 2007年4月1日から新潟交通観光バス 2018年赤谷連絡所 - 東赤谷間廃止 2023年5月16日バス路線廃止、公共バス「あかたに路線」に転換 |
| 国鉄     | 魚沼線   | 新潟県        | 来迎寺 - 西小千谷   | 12.6 km  | 382人/日   | 1984年4月1日   | 越後交通（バス）に転換 |
| 国鉄     | 清水港線 | 静岡県        | 清水 - 三保         | 8.3 km   | 783人/日   | 1984年4月1日   | 静岡鉄道（バス）の既存路線で転換 2002年10月1日からしずてつジャストライン |
| 国鉄     | 神岡線   | 富山県 岐阜県 | 猪谷 - 神岡         | 20.3 km  | 445人/日   | 1984年10月1日  | 神岡鉄道神岡線に転換 2006年12月1日廃止 濃飛バスの既存路線が事実上の代替 |
| 国鉄     | 樽見線   | 岐阜県        | 大垣 - 美濃神海     | 24.0 km  | 951人/日   | 1984年10月6日  | 樽見鉄道樽見線に転換 |
| 国鉄     | 黒石線   | 青森県        | 川部 - 黒石         | 6.6 km   | 1,904人/日 | 1984年11月1日  | 弘南鉄道黒石線に転換 1998年4月1日廃止。弘南バスに転換 |
| 国鉄     | 高砂線   | 兵庫県        | 加古川 - 高砂       | 6.3 km   | 1,536人/日 | 1984年12月1日  | 神姫バスに転換 2020年11月休止 |
| 国鉄     | 宮原線   | 大分県 熊本県 | 恵良 - 肥後小国     | 26.6 km  | 164人/日   | 1984年12月1日  | 大分交通（バス）に転換→1989年から玖珠観光バス 2013年4月1日に麻生釣 - 小国間廃止 |
| 国鉄     | 妻線     | 宮崎県        | 佐土原 - 杉安       | 19.3 km  | 1,217人/日 | 1984年12月1日  | 宮崎交通（バス）に転換 |
| 国鉄     | 小松島線 | 徳島県        | 中田 - 小松島       | 1.9 km   | 1,587人/日 | 1985年3月14日  | 小松島市営バスに転換 2015年4月1日から徳島バス |
| 国鉄     | 相生線   | 北海道        | 美幌 - 北見相生     | 36.8 km  | 411人/日   | 1985年4月1日   | 北見バス（後に北海道北見バス）・津別町営バスに転換 2012年10月1日に津別町営バスの津別 - 北見相生間廃止 スクールバス混乗（予約制、日曜等運休）に変更                                   |
| 国鉄     | 渚滑線   | 北海道        | 渚滑 - 北見滝ノ上   | 34.3 km  | 398人/日   | 1985年4月1日   | 北紋バスに転換 |
| 国鉄     | 万字線   | 北海道        | 志文 - 万字炭山     | 23.8 km  | 346人/日   | 1985年4月1日   | 北海道中央バスに転換 2008年4月1日に毛陽交流センター - 万字バス待合所間を岩見沢市営バスに転換 2022年4月1日から「東部丘陵線コミュニティバス」に転換                                    |
| 国鉄     | 北条線   | 兵庫県        | 粟生 - 北条町       | 13.8 km  | 1,609人/日 | 1985年4月1日   | 北条鉄道北条線に転換 |
| 国鉄     | 三木線   | 兵庫県        | 厄神 - 三木         | 6.8 km   | 1,384人/日 | 1985年4月1日   | 三木鉄道三木線に転換 2008年4月1日廃止、神姫バスに転換 |
| 国鉄     | 倉吉線   | 鳥取県        | 倉吉 - 山守         | 20.0 km  | 1,085人/日 | 1985年4月1日   | 日本交通（バス）・日ノ丸自動車・中鉄バスに転換 1986年、中鉄バスが湯原バスに転換 1992年10月1日、湯原バスが中鉄美作バスに転換 2007年11月1日、中鉄美作バスが撤退                        |
| 国鉄     | 香月線   | 福岡県        | 中間 - 香月         | 3.5 km   | 1,293人/日 | 1985年4月1日   | 西日本鉄道（バス）に転換 すでに廃止済み（年月日不明） |
| 国鉄     | 勝田線   | 福岡県        | 吉塚 - 筑前勝田     | 13.8 km  | 840人/日   | 1985年4月1日   | 西日本鉄道（バス）に転換 |
| 国鉄     | 添田線   | 福岡県        | 香春 - 添田         | 12.1 km  | 212人/日   | 1985年4月1日   | 西日本鉄道（バス）に転換 1990年廃止 2011年4月1日より田川伊田駅 - 大任（狐塚）間を大任町コミュニティバスに転換                                                                        |
| 国鉄     | 室木線   | 福岡県        | 遠賀川 - 室木       | 11.2 km  | 607人/日   | 1985年4月1日   | 西日本鉄道（バス）に転換 1998年廃止 |
| 国鉄     | 矢部線   | 福岡県        | 羽犬塚 - 黒木       | 19.7 km  | 1,157人/日 | 1985年4月1日   | 堀川バスに転換 廃止済み（年月日不明） |
| 国鉄     | 岩内線   | 北海道        | 小沢 - 岩内         | 14.9 km  | 853人/日   | 1985年7月1日   | ニセコバスに転換 |
| 国鉄     | 興浜北線 | 北海道        | 浜頓別 - 北見枝幸   | 30.4 km  | 190人/日   | 1985年7月1日   | 宗谷バスに転換 |
| 国鉄     | 大畑線   | 青森県        | 下北 - 大畑         | 18.0 km  | 1,524人/日 | 1985年7月1日   | 下北交通大畑線に転換 2001年4月1日廃止、下北交通（バス）に転換 |
| 国鉄     | 興浜南線 | 北海道        | 興部 - 雄武         | 19.9 km  | 347人/日   | 1985年7月15日  | 北紋バスに転換 |
| 国鉄     | 美幸線   | 北海道        | 美深 - 仁宇布       | 21.2 km  | 82人/日    | 1985年9月17日  | 名士バス に転換（2012年4月1日からデマンドバスに変更） |
| 国鉄     | 矢島線   | 秋田県        | 羽後本荘 - 羽後矢島 | 23.0 km  | 1,876人/日 | 1985年10月1日  | 由利高原鉄道鳥海山ろく線に転換 |
| 国鉄     | 明知線   | 岐阜県        | 恵那 - 明知         | 25.2 km  | 1,623人/日 | 1985年11月16日 | 明知鉄道明知線に転換 |
| 国鉄     | 甘木線   | 佐賀県 福岡県 | 基山 - 甘木         | 14.0 km  | 653人/日   | 1986年4月1日   | 甘木鉄道甘木線に転換 |
| 国鉄     | 高森線   | 熊本県        | 立野 - 高森         | 17.7 km  | 1,093人/日 | 1986年4月1日   | 南阿蘇鉄道高森線に転換 |
| 国鉄     | 丸森線   | 宮城県        | 槻木 - 丸森         | 17.4 km  | 1,082人/日 | 1986年7月1日   | 阿武隈急行阿武隈急行線に転換 |
| 国鉄     | 角館線   | 秋田県        | 角館 - 松葉         | 19.2 km  | 284人/日   | 1986年11月1日  | 秋田内陸縦貫鉄道秋田内陸南線に転換 1989年4月1日より秋田内陸線の一部 |
| JR西日本 | 信楽線   | 滋賀県        | 貴生川 - 信楽       | 14.8 km  | 1,574人/日 | 1987年7月13日  | 信楽高原鐵道信楽線に転換 |
| JR西日本 | 若桜線   | 鳥取県        | 郡家 - 若桜         | 19.2 km  | 1,558人/日 | 1987年10月14日 | 若桜鉄道若桜線に転換 |
| JR東日本 | 木原線   | 千葉県        | 大原 - 上総中野     | 26.9 km  | 1,815人/日 | 1988年3月24日  | いすみ鉄道いすみ線に転換 |

### 第2次廃止対象路線
輸送密度2,000人/日未満の路線
が選定された。
第2次廃止対象として廃止申請された33線中、1984年6月22日、27線 (1,540.4 km) を承認、6線を留保したが、留保されたうち北海道の長大4線（天北線、名寄本線、池北線、標津線 548.8 km）が冬季の代替輸送に問題がなくなったとして追加承認（1985年8月2日）、2線（岩泉線、名松線）は代替道路の不備を理由に申請が撤回された。最終的に下記の31線 (2,089.2 km) が第2次廃止対象特定地方交通線として選定された。
| 管轄     | 路線名   | 所在地          | 区間                       | 営業キロ | 輸送密度   | 廃止年月日     | 備考 |
| -------- | -------- | --------------- | -------------------------- | -------- | ---------- | -------------- | --- |
| 国鉄     | 漆生線   | 福岡県          | 下鴨生 - 下山田            | 7.9 km   | 492人/日   | 1986年4月1日   | 西日本鉄道（バス）に転換 2003年度末限りで廃止 |
| 国鉄     | 胆振線   | 北海道          | 伊達紋別 - 倶知安          | 83.0 km  | 508人/日   | 1986年11月1日  | 道南バスに転換 2022年10月1日に新大滝 - 北鈴川間の代替バス廃止（一部区間は喜茂別町コミュニティバスが代替）                                                                         |
| 国鉄     | 富内線   | 北海道          | 鵡川 - 日高町              | 82.5 km  | 378人/日   | 1986年11月1日  | 道南バスに転換 2002年10月1日に富内 - 幌毛志間の代替バス廃止 2012年穂別出張所 - 富内間予約制バスに変更                                                                             |
| 国鉄     | 阿仁合線 | 秋田県          | 鷹ノ巣 - 比立内            | 46.1 km  | 1,524人/日 | 1986年11月1日  | 秋田内陸縦貫鉄道秋田内陸北線に転換 1989年4月1日より秋田内陸線の一部 |
| 国鉄     | 越美南線 | 岐阜県          | 美濃太田 - 北濃            | 72.2 km  | 1,392人/日 | 1986年12月11日 | 長良川鉄道越美南線に転換 |
| 国鉄     | 宮之城線 | 鹿児島県        | 川内 - 薩摩大口            | 66.1 km  | 843人/日   | 1987年1月10日  | 林田産業交通（バス、現・鹿児島交通） および南国交通（バス）に転換 |
| 国鉄     | 広尾線   | 北海道          | 帯広 - 広尾                | 84.0 km  | 1,098人/日 | 1987年2月2日   | 十勝バスに転換 |
| 国鉄     | 大隅線   | 鹿児島県        | 志布志 - 国分              | 98.3 km  | 1,616人/日 | 1987年3月14日  | 鹿児島交通（バス）・国鉄九州地方自動車部に転換 （後にJR九州バスは撤退） |
| 国鉄     | 二俣線   | 静岡県          | 掛川 - 新所原              | 67.9 km  | 1,518人/日 | 1987年3月15日  | 天竜浜名湖鉄道天竜浜名湖線に転換 |
| 国鉄     | 瀬棚線   | 北海道          | 国縫 - 瀬棚                | 48.4 km  | 813人/日   | 1987年3月16日  | 函館バスに転換 |
| 国鉄     | 湧網線   | 北海道          | 中湧別 - 網走              | 89.8 km  | 267人/日   | 1987年3月20日  | 網走バスに転換 2010年10月1日、網走バスが中湧別 - 常呂間から撤退 （撤退区間の一部は湧別町営バス・佐呂間町ふれあいバスが代替）                                                      |
| 国鉄     | 士幌線   | 北海道          | 帯広 - 十勝三股            | 78.3 km  | 493人/日   | 1987年3月23日  | 北海道拓殖バス・十勝バス・上士幌タクシーに転換 2003年10月1日に上士幌タクシー撤退、糠平 - 十勝三股間廃止。都市間バス（道北バス・北海道拓殖バス・十勝バス）が事実上の代替           |
| 国鉄     | 伊勢線   | 三重県          | 河原田 - 津                | 22.3 km  | 1,508人/日 | 1987年3月27日  | 伊勢鉄道伊勢線に転換 |
| 国鉄     | 佐賀線   | 佐賀県 福岡県   | 佐賀 - 瀬高                | 24.1 km  | 1,796人/日 | 1987年3月28日  | 佐賀市営バス・西日本鉄道（バス） および堀川バスに転換（後に佐賀市営バスは撤退し、西日本鉄道は西鉄バス久留米に移管）                                                               |
| 国鉄     | 志布志線 | 宮崎県 鹿児島県 | 西都城 - 志布志            | 38.6 km  | 1,616人/日 | 1987年3月28日  | 鹿児島交通（バス）に転換、その後三州自動車となり、2018年4月より再び鹿児島交通（バス）へ。                                                                                         |
| 国鉄     | 羽幌線   | 北海道          | 留萠 - 幌延                | 141.1 km | 789人/日   | 1987年3月30日  | 沿岸バスに転換 |
| JR北海道 | 幌内線   | 北海道          | 岩見沢 - 幾春別            | 18.1 km  | 1,090人/日 | 1987年7月13日  | 北海道中央バスに転換 |
| JR北海道 | 幌内線   | 北海道          | 三笠 - 幌内 （貨物線）     | 2.7 km   | -          | 1987年7月13日  | 北海道中央バスに転換 2005年12月1日、北海道中央バスが撤退、三笠市営バスに移管 |
| JR北海道 | 松前線   | 北海道          | 木古内 - 松前              | 50.8 km  | 1,398人/日 | 1988年2月1日   | 函館バスに転換 |
| JR北海道 | 歌志内線 | 北海道          | 砂川 - 歌志内              | 14.5 km  | 1,002人/日 | 1988年4月25日  | 北海道中央バスに転換 2019年4月1日、代替バス廃止（別路線で代替） |
| JR北海道 | 標津線   | 北海道          | 標茶 - 根室標津            | 69.4 km  | 590人/日   | 1989年4月30日  | 阿寒バスに転換 西春別 - 標茶間は2025年3月末で廃止予定 |
| JR北海道 | 標津線   | 北海道          | 中標津 - 厚床              | 47.5 km  | 590人/日   | 1989年4月30日  | 根室交通（バス）に転換 別海 - 厚床間は2023年9月末で廃止 |
| JR北海道 | 天北線   | 北海道          | 音威子府 - 南稚内          | 148.9 km | 600人/日   | 1989年5月1日   | 宗谷バスに転換 2011年に声問 - 鬼志別間廃止 2020年曲淵 - 声問間廃止 2023年浜頓別 - 中頓別 - 音威子府間廃止。浜頓別 - 中頓別間はスクールバス、中頓別 - 音威子府間は予約制バスで代替 |
| JR北海道 | 名寄本線 | 北海道          | 名寄 - 遠軽                | 138.1 km | 894人/日   | 1989年5月1日   | 北見バス（後に北海道北見バス）・北紋バス・名士バス および上湧別町営バス（後に湧別町営バス）に転換。                                                                               |
| JR北海道 | 名寄本線 | 北海道          | 中湧別 - 湧別              | 4.9 km   | 894人/日   | 1989年5月1日   | 北見バス（後に北海道北見バス）・北紋バス・名士バス および上湧別町営バス（後に湧別町営バス）に転換。                                                                               |
| JR北海道 | 池北線   | 北海道          | 池田 - 北見                | 140.0 km | 943人/日   | 1989年6月4日   | 北海道ちほく高原鉄道ふるさと銀河線に転換 （2006年4月21日廃止、十勝バス・北海道北見バスに転換）                                                                                    |
| JR東日本 | 会津線   | 福島県          | 西若松 - 会津高原          | 57.4 km  | 1,333人/日 | 1987年7月16日  | 会津鉄道会津線に転換 |
| JR東日本 | 真岡線   | 茨城県 栃木県   | 下館 - 茂木                | 42.0 km  | 1,620人/日 | 1988年4月11日  | 真岡鐵道真岡線に転換 |
| JR東日本 | 足尾線   | 群馬県 栃木県   | 桐生 - 間藤                | 44.1 km  | 1,315人/日 | 1989年3月29日  | わたらせ渓谷鐵道わたらせ渓谷線に転換 |
| JR東日本 | 足尾線   | 栃木県          | 間藤 - 足尾本山 （貨物線） | 1.9 km   | -          | 1989年3月29日  | わたらせ渓谷鐵道が鉄道事業免許を継承（1998年失効） |
| JR西日本 | 岩日線   | 山口県          | 川西 - 錦町                | 32.7 km  | 1,420人/日 | 1987年7月25日  | 錦川鉄道錦川清流線に転換 |
| JR九州   | 山野線   | 熊本県 鹿児島県 | 水俣 - 栗野                | 55.7 km  | 994人/日   | 1988年2月1日   | 南国交通（バス）・九州産交バスに転換 大口 - 薩摩布計間と西菱刈経由便は廃止済み |
| JR九州   | 松浦線   | 佐賀県 長崎県   | 有田 - 佐世保              | 93.9 km  | 1,741人/日 | 1988年4月1日   | 松浦鉄道西九州線に転換 |
| JR九州   | 上山田線 | 福岡県          | 飯塚 - 豊前川崎            | 25.9 km  | 1,056人/日 | 1988年9月1日   | 西日本鉄道（バス）に転換 1994年9月に上山田 - 豊前川崎間西日本鉄道（バス）撤退、山田市バス（現・嘉麻市バス）および川崎町ふれあいバスに転換                                         |
| JR九州   | 高千穂線 | 宮崎県          | 延岡 - 高千穂              | 50.1 km  | 1,350人/日 | 1989年4月28日  | 高千穂鉄道高千穂線に転換 2005年9月6日、台風14号による豪雨災害に伴い全線休止 2007年9月6日、延岡 - 槇峰間廃止 2008年12月28日、槇峰 - 高千穂間廃止 宮崎交通（バス）に転換            |

### 第3次廃止対象路線
1986年5月27日（3線 124.0 km）、同年10月28日（1線 30.6 km）、1987年2月3日（8線 184.3 km）の3次にわたって廃止承認された路線で、輸送密度4,000人/日未満 の12線 (338.9 km) が選定された。第3次廃止対象特定地方交通線は次のとおりである。
第3次線は比較的輸送量が多かったこともあって沿線自治体の第三セクター立ち上げも早く、中でも岡多線や能登線・中村線・長井線に至っては逆に沿線から廃止対象線としての選定を当時の運輸省に対して希望したほどである。そのため比較的短期間で全線が決着した。また廃止承認が成されたのは国鉄分割民営化直前であったため、全線がJR発足後に第三セクターまたはバス転換された。
| 管轄     | 路線名   | 所在地        | 区間              | 営業キロ | 輸送密度   | 廃止年月日     | 備考 |
| -------- | -------- | ------------- | ----------------- | -------- | ---------- | -------------- | --- |
| JR東日本 | 長井線   | 山形県        | 赤湯 - 荒砥       | 30.6 km  | 2,151人/日 | 1988年10月25日 | 山形鉄道フラワー長井線に転換                                                                                             |
| JR東海   | 岡多線   | 愛知県        | 岡崎 - 新豊田     | 19.5 km  | 2,757人/日 | 1988年1月31日  | 愛知環状鉄道愛知環状鉄道線に転換 特定地方交通線では転換時点で唯一の電化路線                                              |
| JR西日本 | 能登線   | 石川県        | 穴水 - 蛸島       | 61.1 km  | 2,045人/日 | 1988年3月25日  | のと鉄道能登線に転換（2005年4月1日廃止） 能登中央バス・奥能登観光開発に転換→現在は北鉄奥能登バス。                       |
| JR西日本 | 宮津線   | 京都府 兵庫県 | 西舞鶴 - 豊岡     | 83.6 km  | 3,120人/日 | 1990年4月1日   | 北近畿タンゴ鉄道宮津線に転換 2015年4月1日以降、WILLER TRAINS（通称・京都丹後鉄道）と北近畿タンゴ鉄道による上下分離方式。 |
| JR西日本 | 鍛冶屋線 | 兵庫県        | 野村 - 鍛冶屋     | 13.2 km  | 1,961人/日 | 1990年4月1日   | 神姫バスに転換→現在は神姫グリーンバス。                                                                                  |
| JR西日本 | 大社線   | 島根県        | 出雲市 - 大社     | 7.5 km   | 2,661人/日 | 1990年4月1日   | 一畑電気鉄道（バス）に転換→現在は一畑バス。                                                                              |
| JR四国   | 中村線   | 高知県        | 窪川 - 中村       | 43.4 km  | 2,289人/日 | 1988年4月1日   | 土佐くろしお鉄道中村線に転換                                                                                             |
| JR九州   | 伊田線   | 福岡県        | 直方 - 田川伊田   | 16.2 km  | 2,871人/日 | 1989年10月1日  | 平成筑豊鉄道伊田線に転換                                                                                                 |
| JR九州   | 糸田線   | 福岡県        | 金田 - 田川後藤寺 | 6.9 km   | 1,488人/日 | 1989年10月1日  | 平成筑豊鉄道糸田線に転換                                                                                                 |
| JR九州   | 田川線   | 福岡県        | 行橋 - 田川伊田   | 26.3 km  | 2,132人/日 | 1989年10月1日  | 平成筑豊鉄道田川線に転換                                                                                                 |
| JR九州   | 湯前線   | 熊本県        | 人吉 - 湯前       | 24.9 km  | 3,292人/日 | 1989年10月1日  | くま川鉄道湯前線に転換                                                                                                   |
| JR九州   | 宮田線   | 福岡県        | 勝野 - 筑前宮田   | 5.3 km   | 1,559人/日 | 1989年12月23日 | 西鉄バス（現在は西鉄バス筑豊）と九州旅客鉄道自動車事業部（通称・JR九州バス、現・JR九州バス）に転換 1997年4月1日に廃止    |

## 日本鉄道建設公団建設線の開業
国鉄改革が取り沙汰される一方で、改正鉄道敷設法の規定に基づき、日本鉄道建設公団（鉄道公団）の手によりローカル線の建設は続けられていた。しかし、特定地方交通線の転換・廃止が議論される一方でローカル線を新たに建設するのは矛盾が生じるため、1980年4月、運輸省（当時）は、建設線のうち鹿島新線（現・鹿島臨海鉄道大洗鹿島線）と内山線（現・JR四国予讃線内子ルート）を除くAB線（地方開発線・地方幹線）の建設を凍結する措置をとった。前記の2路線を除くAB線は特定地方交通線相当の輸送密度4,000人/日未満の路線とみなされ、例外は一切認められなかったが、その中には完成を目前にして建設が凍結された久慈線や盛線、想定輸送密度が3,900人/日と算定されていた智頭線や同じく3,800人/日の井原線もあった。なお、内山線と共に建設工事が続行された鹿島新線に関しては国鉄線としての開業が予定されていたものの、国鉄の経営悪化に伴い、1984年からは鹿島臨海鉄道が建設工事を引き継いだが、幸いにも工事自体は開業まで凍結されなかった。
その後、第三セクター等完成後の受け皿が決まれば、建設を再開する道が開かれ、2002年までに15線が開業している。この中には、途中で線路規格を高速運転用に変更し幹線鉄道仕様に切り替え、開業に時間がかかりながらも転換したものもある。また、こうした新規開業路線には1kmあたり1,500万円の転換交付金が交付されている。
| 種別       | 路線名              | 所在地               | 区間                   | 営業キロ | 開業年月日    | 継承事業者                        | 営業路線名     |
| ---------- | ------------------- | -------------------- | ---------------------- | -------- | ------------- | --------------------------------- | -------------- |
| A線        | 宮福線              | 京都府               | 宮津 - 福知山          | 30.4 km  | 1988年7月16日 | 宮福鉄道 （現・北近畿タンゴ鉄道） | 宮福線         |
| A線        | 樽見線              | 岐阜県               | 神海 - 樽見            | 10.9 km  | 1989年3月25日 | 樽見鉄道                          | 樽見線         |
| A線        | 鷹角線              | 秋田県               | 比立内 - 松葉          | 29.0 km  | 1989年4月1日  | 秋田内陸縦貫鉄道                  | 秋田内陸線     |
| A線        | 阿佐線 （阿佐東線） | 徳島県 高知県        | 海部 - 甲浦            | 8.5 km   | 1992年3月26日 | 阿佐海岸鉄道                      | 阿佐東線       |
| A線        | 宿毛線              | 高知県               | 宿毛 - 中村            | 23.6 km  | 1997年10月1日 | 土佐くろしお鉄道                  | 宿毛線         |
| A線        | 井原線              | 岡山県 広島県        | 総社 - （清音） - 神辺 | 41.7 km  | 1999年1月11日 | 井原鉄道                          | 井原線         |
| A線        | 阿佐線 （阿佐西線） | 高知県               | 後免 - 奈半利          | 42.7 km  | 2002年7月1日  | 土佐くろしお鉄道                  | 阿佐線         |
| B線        | 久慈線              | 岩手県               | 田老 - 普代            | 32.2 km  | 1984年4月1日  | 三陸鉄道                          | 北リアス線     |
| B線        | 盛線                | 岩手県               | 吉浜 - 釜石            | 15.0 km  | 1984年4月1日  | 三陸鉄道                          | 南リアス線     |
| B線        | 鹿島線              | 茨城県               | 北鹿島 - 水戸          | 53.0 km  | 1985年3月14日 | 鹿島臨海鉄道                      | 大洗鹿島線     |
| B線        | 野岩線              | 福島県               | 新藤原 - 会津高原      | 30.7 km  | 1986年10月9日 | 野岩鉄道                          | 会津鬼怒川線   |
| B線        | 智頭線              | 兵庫県 岡山県 鳥取県 | 上郡 - 智頭            | 56.1 km  | 1994年12月3日 | 智頭急行                          | 智頭線         |
| B線        | 北越北線            | 新潟県               | 六日町 - 犀潟          | 59.5 km  | 1997年3月22日 | 北越急行                          | ほくほく線     |
| C線（A線） | 丸森線              | 福島県               | 福島 - 丸森            | 37.5 km  | 1988年7月1日  | 阿武隈急行                        | 阿武隈急行線   |
| C線        | 岡多線              | 愛知県               | 新豊田 - 瀬戸市        | 19.6 km  | 1988年1月31日 | 愛知環状鉄道                      | 愛知環状鉄道線 |
| CD線       | 瀬戸線              | 愛知県               | 瀬戸市 - 高蔵寺        | 6.2 km   | 1988年1月31日 | 愛知環状鉄道                      | 愛知環状鉄道線 |

線名は鉄道公団の建設線の線名。駅名および事業者名等は開業時のもの。
JR化後も経過措置として1989年3月31日までの2年間に凍結解除の道が残されていたが、その間に工事を再開したのは阿佐東線のみ。岡多線・瀬戸線はC線（主要幹線）であり、鹿島新線と内山線を除くAB線の建設工事が凍結した1980年以降も工事を続行していたが輸送密度が特定地方交通線程度と見込まれた1984年に国鉄線としての工事が凍結された。C線の丸森線は工事再開時にA線扱いとなった。
国鉄再建法施行以降のAB線で唯一、全線が国鉄線として開業した内山線は想定輸送密度が6,700人/日と算定され、なおかつ予讃本線（当時）内子ルートとしての活用が決定されていたにもかかわらずA線扱いであった（ちなみに内山線と共に建設工事が続行された鹿島新線の想定輸送密度は4,100人/日と算定されていた）。工事凍結線となった呼子線のうち、虹ノ松原駅 - 唐津駅間に関しては高い需要が見込まれることから佐賀県唐津市の働きかけによりA線からC線へと格上げされたと同時に建設工事を再開、1983年に国鉄筑肥線として開業した。

## 特定地方交通線以外の路線廃止

### 国鉄時代
国鉄再建法による線区の仕分けは、線区全体での輸送実態で仕分けられたため、線区の一部（いわゆる「名無し支線」）では特定地方交通線とほぼ同等の輸送実態でありながら選定されなかった線区がある。これらの線区（幹線に区分されるものを含む）に対する廃止の取組みもされており、その結果次の線区が廃止されている。ここでは、手宮線などの貨物線を除く。
| 路線名                            | 所在地   | 区間              | 営業キロ | 廃止年月日                                                | 備考                                              |
| --------------------------------- | -------- | ----------------- | -------- | --------------------------------------------------------- | ------------------------------------------------- |
| 福知山線（貨物支線） （尼崎港線） | 兵庫県   | 塚口 - 尼崎港     | 4.6 km   | 1981年4月1日（旅客営業廃止） 1984年2月1日（貨物営業廃止） | 幹線系線区                                        |
| 相模線（寒川支線）                | 神奈川県 | 寒川 - 西寒川     | 1.5 km   | 1984年4月1日                                              | 幹線系線区 神奈川中央交通（バス）の既存路線で代替 |
| 弥彦線（長沢支線）                | 新潟県   | 東三条 - 越後長沢 | 7.9 km   | 1985年4月1日                                              | 越後交通（バス）に転換                            |
| 播但線（飾磨港線）                | 兵庫県   | 飾磨港 - 姫路     | 5.6 km   | 1986年11月1日                                             |                                                   |

### 民営化後
1987年の国鉄分割民営化後も、特定地方交通線に選定されなかった地方交通線や名無し支線の状況は厳しさを増しており、引き続いて各社での取組みがされている。現在までに廃止された線区は、次のとおり（貨物線および新幹線並行在来線の廃止を除く）。ただし、これらには路線形態の変更に伴う廃止も含まれる。
なお、深名線・岩泉線・三江線・富山港線以外は部分廃止であるが、江差線は北海道新幹線開業に伴いJRの路線としては全線廃止になった。三陸鉄道に転換された山田線の一部区間、運行主体がJR西日本からのと鉄道に変わった七尾線の一部区間 と、富山ライトレールに転換された富山港線、阿佐海岸鉄道に転換された牟岐線の一部区間を除く各線が、バスに転換された。
| 管轄     | 路線名                                                       | 所在地        | 区間                          | 営業キロ | 廃止年月日    | 備考 |
| -------- | ------------------------------------------------------------ | ------------- | ----------------------------- | -------- | ------------- | --- |
| JR北海道 | 函館本線 （上砂川支線）                                      | 北海道        | 砂川 - 上砂川                 | 7.3 km   | 1994年5月16日 | 幹線系線区 北海道中央バスの既存路線に代替 |
| JR北海道 | 深名線                                                       | 北海道        | 深川 - 名寄                   | 121.8 km | 1995年9月4日  | JR北海道自動車事業部に転換→現在はジェイ・アール北海道バス |
| JR北海道 | 江差線                                                       | 北海道        | 木古内 - 江差                 | 42.1 km  | 2014年5月12日 | 函館バス江差木古内線に転換 五稜郭 - 木古内間37.8 kmも2016年3月26日に北海道新幹線開業に伴い、道南いさりび鉄道線に転換されたため、JR北海道の路線としては全線で廃止された。                                                                     |
| JR北海道 | 留萌本線（一部）                                             | 北海道        | 留萌 - 増毛                   | 16.7 km  | 2016年12月5日 | 沿岸バスの既存路線に代替 |
| JR北海道 | 留萌本線（一部）                                             | 北海道        | 石狩沼田 - 留萌               | 35.7 km  | 2023年4月1日  | JR北海道の区分における「赤・茶線区」（輸送密度200人未満） 沿岸バス・道北バスの既存路線、小鳩交通の乗合タクシーに代替 |
| JR北海道 | 石勝線 （夕張支線）                                          | 北海道        | 新夕張 - 夕張                 | 16.1 km  | 2019年4月1日  | 幹線系線区（貨物輸送量を基準） JR北海道の区分における「赤・茶線区」（輸送密度200人未満） 夕張鉄道（バス）に転換 |
| JR北海道 | 札沼線（一部）                                               | 北海道        | 北海道医療大学 - 新十津川     | 47.6 km  | 2020年5月7日  | JR北海道の区分における「赤・茶線区」（輸送密度200人未満） 下段モータース（バス）・美唄自動車学校（バス）・北海道中央バスに転換 →2022年10月1日に北海道中央バスは撤退、浦臼町営バスが代替                                                      |
| JR北海道 | 日高本線（一部）                                             | 北海道        | 鵡川 - 様似                   | 116.0 km | 2021年4月1日  | JR北海道の区分における「赤・茶線区」（輸送密度200人未満） ジェイ・アール北海道バス・道南バスに転換 高波による路盤流出のため2015年1月8日より不通となっていた。                                                                                |
| JR北海道 | 根室本線（一部）                                             | 北海道        | 富良野 - 新得                 | 81.7 km  | 2024年4月1日  | 幹線系線区 JR北海道の区分における「赤・茶線区」（輸送密度200人未満） 南富良野町内まではふらのバスが代替。狩勝峠区間は北海道拓殖バス・十勝バス・道北バスの都市間バスが代替 東鹿越 - 新得間は台風災害のため2016年8月31日より不通となっていた。 |
| JR東日本 | 岩泉線                                                       | 岩手県        | 茂市 - 岩泉                   | 38.4 km  | 2014年4月1日  | 東日本交通（バス）に転換 土砂崩れのため2010年8月1日より全列車が運休していた。 |
| JR東日本 | 山田線（一部）                                               | 岩手県        | 宮古 - 釜石                   | 55.4 km  | 2019年3月23日 | 三陸鉄道リアス線に転換 東日本大震災による被災のため2011年3月11日より不通となっていたが、JR東日本が復旧工事を支援した上で経営移管 |
| JR東日本 | 大船渡線（一部）                                             | 宮城県 岩手県 | 気仙沼 - 盛                   | 43.7 km  | 2020年4月1日  | 東日本大震災による被災に伴い、2011年3月11日から不通 2020年4月1日、鉄道事業廃止 2012年から運行している大船渡線BRT（バス輸送型高速輸送システム）に代替                                                                                         |
| JR東日本 | 気仙沼線（一部）                                             | 宮城県        | 柳津 - 気仙沼                 | 55.3 km  | 2020年4月1日  | 東日本大震災による被災に伴い、2011年3月11日から不通 2020年4月1日、鉄道事業廃止 2012年から運行している気仙沼線BRT（バス輸送型高速輸送システム）に代替                                                                                         |
| JR東海   | 東海道本線（貨物支線） （名古屋港線） （第二種鉄道事業のみ） | 愛知県        | 山王信号場 - ナゴヤ球場正門前 | 0.7 km   | 1994年10月8日 | 幹線系線区 廃止翌年に併走する東海道本線（旅客線）に常設駅の尾頭橋駅を設置（事実上の代替） JR貨物の路線としては存続（2024年4月1日廃止） |
| JR西日本 | 七尾線（一部）                                               | 石川県        | 和倉温泉 - 輪島               | 48.4 km  | 1991年9月1日  | のと鉄道七尾線に転換（2001年4月1日、穴水 - 輪島間20.4 km廃止） →一部廃止区間を能登中央バスに転換（現在は北鉄奥能登バス） |
| JR西日本 | 片町線（一部）                                               | 大阪府        | 京橋 - 片町                   | 0.5 km   | 1997年3月8日  | 幹線系線区 JR東西線開業に伴うもので、同線（京橋 - 大阪城北詰）に事実上代替。 |
| JR西日本 | 美祢線 （大嶺支線）                                          | 山口県        | 南大嶺 - 大嶺                 | 2.8 km   | 1997年4月1日  | 幹線系線区（貨物輸送量を基準） 船木鉄道（バス）の既存路線に代替→現在は美祢市コミュニティバス「あんもないと号」。 |
| JR西日本 | 可部線（一部）                                               | 広島県        | 可部 - 三段峡                 | 46.2 km  | 2003年12月1日 | 広島電鉄（バス）・広島交通（バス）に転換 2017年3月4日に廃止区間のうち可部 - 河戸間にあたる可部 - あき亀山間 1.6 kmが再開業 |
| JR西日本 | 富山港線                                                     | 富山県        | 富山 - 岩瀬浜                 | 8.0 km   | 2006年3月1日  | 2006年3月1日から2006年4月28日までは代替バスを運行 2006年4月29日、（奥田中学校前） - 富山間のルートを変更し、富山ライトレールとして再開業。 2020年2月22日、富山地方鉄道の運営となる。                                                         |
| JR西日本 | 三江線                                                       | 広島県 島根県 | 三次 - 江津                   | 108.1 km | 2018年4月1日  | 石見交通（バス）・大和観光（バス）・備北交通（バス）などに転換 |
| JR四国   | 牟岐線（一部）                                               | 徳島県        | 阿波海南 - 海部               | 1.5 km   | 2020年11月1日 | 阿佐海岸鉄道阿佐東線に転換（同線でのDMV運行に伴うもの） |

## 転換路線のその後
転換後の第三セクター鉄道の経営環境は、沿線での自家用車の普及や道路整備の進展（いわゆるモータリゼーション）、加えて過疎化と少子化に伴う通学需要の激減により厳しさを増しており、多くの会社で転換時よりも乗客数が減少している。乗客減少による収入減に加え、バブル崩壊にともなうゼロ金利政策によって赤字補填のための経営安定基金の利子収入が大幅に減少し、その取り崩しを余儀なくされて基金が底をつくなど、具体的にその存廃が協議されている会社もあり、今後もその行方が注目される。2008年末時点で民営鉄道に転換された2線および第三セクター鉄道に転換された5線がすでに廃止された（そのうち4社が廃業、解散している）。
鉄道が存置されずバス転換された路線についても、転換に伴い鉄道時代より増便したものの乗客減少に加えて2018年頃から乗務員（運転手）の不足が顕著になったことなどからその後減便された路線（例：白糠線は転換当初は鉄道時代に比べ1往復増の4往復が設定されたが、後に平日3往復・土曜2往復の予約制となった）や、バス路線の維持自体が困難になっている事例もある。路線が近隣を通る既存の一般路線や長距離バスで代替した例（例：宮田線代替バスは、鉄道代替系統が消滅し近接する別路線で代替）、自治体バスで転換した例（例：湧網線代替バスの浜佐呂間 - 中湧別から網走バスが撤退→佐呂間町ふれあいバス・湧別町営バスで代替）、さらには完全にバス路線が消滅した例（例：天北線の鬼志別 - 曲淵間は経路変更により代替バスが消滅。天北線 (宗谷バス)の項目猿払村を参照）もある。
国土交通省北海道運輸局は、2008年（平成20年）に北海道二十一世紀総合研究所に委託して北海道のバス転換路線の追跡調査を行い、バス会社・地元自治体にアンケートを行った。それによると、一部路線はバス転換直後に乗客が増加したが、2008年現在の輸送人員は、鉄道廃止から間も無い北海道ちほく高原鉄道ふるさと銀河線（旧池北線、2006年4月21日廃止）を除く、全ての路線でバス転換当初より減少していた。地元自治体は、人口減少・高齢化で共通しており、厳しい経営実態が浮き彫りになっている。回答のあった自治体によると、利用者に対しては通学定期・回数券への補助金、バス会社に対しては車両購入費・運行費への補助金が出されていた。また、北海道外の事例も私鉄を含め挙げられ、バス転換が沿線の過疎化とさらなる利用者減少（過疎スパイラル）を促したことが指摘されている。